# Tomás Esteves
Tomás do Lago Pontes Esteves (Arcos de Valdevez, 3 aprile 2002) è un calciatore portoghese, difensore del Pisa.

## Biografia
Ha un fratello minore, Gonçalo, anch'egli calciatore.

## Caratteristiche tecniche
È un terzino destro, ma può essere impiegato anche sulla fascia sinistra. Sotto la guida tecnica di Alberto Aquilani, grazie alle sue buone doti in fase di palleggio, ha svolto prima le funzioni di inverted fullback e poi è stato utilizzato anche come centrocampista centrale. 

## Carriera

### Club
Inizia a giocare a calcio nelle giovanili del Porto, che nel 2019 lo aggrega alla prima squadra. Esordisce nel campionato portoghese il 16 giugno 2020 contro il Desp. Aves (0-0), subentrando al 59' al posto di Moussa Marega.
Il 5 ottobre 2020 viene ceduto in prestito al Reading, in Championship. Il 2 agosto 2022 passa al Pisa in prestito con diritto di riscatto, che diventerà obbligo al verificarsi di determinate condizioni. Esordisce in Serie B il 13 agosto in Cittadella-Pisa (4-3). Esce all'83', venendo sostituito da Yonatan Cohen. Il 1º agosto 2023 viene acquistato dal Pisa a titolo definitivo.Il 21 ottobre 2023 segna il suo primo gol in serie B nel successo casalingo sul Cittadella per 2-1. 

### Nazionale
Il 5 settembre 2019 esordisce – all'età di 17 anni, 5 mesi e 3 giorni – con la nazionale Under-21 in Portogallo-Gibilterra (5-0), incontro di qualificazione agli Europei 2021 di categoria, subentrando nella ripresa al posto di Thierry Correia.

## Statistiche

### Presenze e reti nei club
Statistiche aggiornate al 10 maggio 2024.
| Stagione        | Squadra         | Campionato      | Campionato | Campionato | Coppe nazionali | Coppe nazionali | Coppe nazionali | Coppe continentali | Coppe continentali | Coppe continentali | Altre coppe | Altre coppe | Altre coppe | Totale | Totale |
| Stagione        | Squadra         | Comp            | Pres       | Reti       | Comp            | Pres            | Reti            | Comp               | Pres               | Reti               | Comp        | Pres        | Reti        | Pres   | Reti   |
| --------------- | --------------- | --------------- | ---------- | ---------- | --------------- | --------------- | --------------- | ------------------ | ------------------ | ------------------ | ----------- | ----------- | ----------- | ------ | ------ |
| 2019-2020       | Porto B         | SL              | 10         | 0          | -               | -               | -               | -                  | -                  | -                  | -           | -           | -           | 10     | 0      |
| 2019-2020       | Porto           | PL              | 2          | 0          | CP+CdL          | 0+1             | 0               | UCL+UEL            | 0                  | 0                  | -           | -           | -           | 3      | 0      |
| 2020-2021       | Reading         | FLC             | 29         | 1          | FACup+CdL       | 1+0             | 0               | -                  | -                  | -                  | -           | -           | -           | 30     | 1      |
| 2021-2022       | Porto B         | SL              | 17         | 0          | -               | -               | -               | -                  | -                  | -                  | -           | -           | -           | 17     | 0      |
| Totale Porto B  | Totale Porto B  | Totale Porto B  | 27         | 0          |                 | -               | -               |                    | -                  | -                  |             | -           | -           | 27     | 0      |
| 2022-2023       | Pisa            | B               | 23         | 0          | CI              | 0               | 0               | -                  | -                  | -                  | -           | -           | -           | 23     | 0      |
| 2023-2024       | Pisa            | B               | 29         | 1          | CI              | 0               | 0               | -                  | -                  | -                  | -           | -           | -           | 29     | 1      |
| Totale Pisa     | Totale Pisa     | Totale Pisa     | 52         | 1          |                 | 0               | 0               |                    | -                  | -                  |             | -           | -           | 52     | 1      |
| Totale carriera | Totale carriera | Totale carriera | 110        | 2          |                 | 2               | 0               |                    | 0                  | 0                  |             | -           | -           | 112    | 2      |

## Palmarès

### Club

#### Competizioni giovanili
- UEFA Youth League: 1

Porto: 2018-2019

#### Competizioni nazionali
- Campionato portoghese: 1

Porto: 2019-2020